# Frontera (Derecho consuetudinario)
Frontera era la prestación vecinal que se exigía y realizaba aquel que quería conseguir la condición de vecino en la localidad de Rabanera del Pinar y mantener los bienes comunales.
Consistía, la mayor parte de las veces, en el levantamiento de muros de piedras para subdividir los pagos del término municipal. 
Ésta era una de las prestaciones vecinales que se daban en la localidad. Además de ella, Rabanera contaba con las prestaciones de poza, obreriza y adra.  
- Datos: Q5869779